# Laia Llobera i Serra
Laia Llobera i Serra (Barcelona, 1983) és una escriptora, poeta i i traductora catalana. És doctora en Llengua i Literatura Catalana i llicenciada en Traducció i Interpretació per la Universitat Autònoma de Barcelona.
En l'àmbit acadèmic s'ha especialitzat en l'estudi i la crítica de la poesia catalana del segle xx i en l'obra narrativa d'Anna Murià. Ha publicat articles de divulgació i ressenyes literàries a revistes especialitzades, entre les quals destaquen Serra d'Or, Poetari i Quadern de les idees, les arts i les lletres. Els seus poemes han estat traduïts a l'anglès i a l'italià. Així mateix, Llobera figura en l'antologia de poesia catalana publicada per Proa, Mig segle de poesia catalana: del maig del 68 al 2018.
El 2023 va ser escollida poeta convidada del Palau de la Música Catalana, tot indicant que ha estat definida com a «el diamant rar de la poesia catalana», «una rara avis de la poesia actual», «una mística natural», «transgressora cenobítica» o «alta poeta que davalla la gràcia». «La seva poesia traspua una profunda espiritualitat que gira al voltant de les preguntes bàsiques de l’ésser humà, aquelles que tot sovint només en l’univers imaginari de la poesia o mitjançant la transcendència poden tenir resposta.»

## Obra publicada

### Poesia
- Cicles.  Bellaterra: Publicacions de la UAB, 2009.
- Més enllà dels grills.  Argentona: La Comarcal Edicions, 2012 (Poesia;18). ISBN 978-84-9535-140-1. (Premi Alella a Maria Oleart 2011)
- Certesa de la llum.  Barcelona: LaBreu, 2014 (Alabatre;51). ISBN 978-84-9418-908-1.[5]
- Boscana.  Palma: Lleonard Muntaner, 2018 (La Fosca;38). ISBN 978-84-1715-356-4. (Premi Pare Colom de Poesia 2018). Pròleg de Lluís Calvo, epíleg de David Fernández.
- Llibre de revelacions.  Barcelona: LaBreu, 2020 (Alabatre;103). ISBN 978-84-1207-727-8.
- Cassandra.  Lleida: Pagès, 2022 (Diàlegs;8). ISBN 978-84-1303-333-4. En col·laboració amb l'artista Kima Guitart.
- Paradísia.  València: 3i4, 2023. ISBN 978-84-17469-63-4.

### Narrativa infantil
- Corre, corre, Timbú!.  Barcelona: Cruïlla, 2014 (El Vaixell de vapor;84). ISBN 978-84-6613-044-8.

## Premis literaris
- 2009: Premi "Divendres Culturals de Cerdanyola" per Cicles
- 2011: Premi Alella a Maria Oleart per Més enllà dels grills[6]
- 2018: Premi Pare Colom de Poesia per Boscana
- 2022: Premi Vicent Andrés Estellés de poesia per Paradísia[7]
- 2025: Premi Miquel de Palol, per Saur[8]